# Palazzo Novelli
Il Palazzo Novelli è un edificio storico situato in Corso Mazzini 37, nel centro storico di Ascoli Piceno, nelle Marche. Il palazzo, legato alla nobile famiglia Novelli, rappresenta uno dei più importanti esempi di architettura rinascimentale della città e testimonia il ruolo di rilievo che questa casata ha avuto nella storia locale.

## Storia
La famiglia Novelli è una delle più antiche e prestigiose di Ascoli Piceno, con radici che risalgono al XIII secolo. Le prime documentazioni sulla famiglia ad Ascoli risalgono proprio a questo periodo, consolidando il ruolo di questa casata come una delle più influenti della città. Originaria di Preturo, nei pressi de L'Aquila, la famiglia Novelli si distinse inizialmente in Abruzzo. Il capostipite, Novello di Preturo, ottenne il titolo di "Vir Egregius" ad Amiternum, un riconoscimento che attestava il prestigio della famiglia nella regione abruzzese.
Il loro insediamento ad Ascoli Piceno consentì alla famiglia di espandere ulteriormente la propria influenza. Tra i membri più illustri vi è il Beato Agostino Novelli (1223-1309), settimo Generale della Religione Eremitana. Altri membri, come Giovanni Novelli, Podestà di Ascoli nel 1247, e Ugolino Novelli, Capitano della Patria nel 1229, giocarono un ruolo cruciale nella difesa e amministrazione della città. Nel XVII secolo, la famiglia mantenne la sua rilevanza grazie a figure come Giuseppe Novelli, noto per i suoi contributi in ambito filosofico e teologico.

## Descrizione
Il Palazzo Novelli è un edificio in travertino, con una facciata sobria e ben proporzionata. Le finestre sono disposte in maniera simmetrica su tre livelli e sormontate da timpani arcuati. Al centro della facciata si trova un imponente portale ad arco a tutto sesto, sormontato dallo stemma araldico della famiglia. Lo scudo raffigura una banda d'argento bordata d'oro, con tre stelle dello stesso e un capo d'azzurro con tre gigli d'oro.
Il portale del palazzo, per l'originalità con cui fu concepito da Giuseppe Giosafatti, avrebbe attirato l'attenzione del Baldassarre Orsini, come riportato nella sua opera "Descrizione delle pitture, sculture, architetture ed altre cose rare della insigne città di Ascoli nella Marca" del 1790.
Giosafatti ha concepito un'architettura innovativa, caratterizzata da una gola rovescia che forma gli stipiti e i capitelli di ordine dorico, proseguendo poi a delineare l'archivolto. La gola è intervallata da bugne rustiche, mentre la chiave dell'arco è impreziosita da una cartella. Il portone è circondato da una lista che rifinisce l'intero design.
Un dettaglio importante è che lo stemma visibile sopra il portale del palazzo non presenta la bordura rossa, visibile invece in altre versioni dello stemma conservate nella Pinacoteca Civica di Ascoli Piceno. La variante con la bordura, documentata anche nelle pergamene conservate nella Pinacoteca, è stata riscontrata nel ramo della famiglia Novelli che si trasferì nel XVIII secolo a San Valentino in Abruzzo Citeriore.

## Importanza storica
Il Palazzo Novelli è una delle principali testimonianze dell'architettura nobiliare ad Ascoli Piceno. La sua posizione lungo l'antico decumano massimo, oggi Corso Mazzini, sottolinea il suo significato storico. Il palazzo resta un simbolo della famiglia Novelli e della loro lunga influenza nella città.